# کینگز پارک، نیو ساوت ولز
کینگز پارک (به انگلیسی: Kings Park) یک حومه شهر در استرالیا است که در نیو ساوت ولز واقع شده‌است.